# Dinamo Moskwa (koszykówka kobiet)
Dinamo Moskwa ros. Динамо (женский баскетбольный клуб, Москва); rosyjski klub koszykarski kobiet, powstały w 1923 z siedzibą w Moskwie. Drużyna występuje w rozgrywkach Superligi.

## Sukcesy
- Mistrzostwa ZSRR:
  -  1937, 1938, 1939, 1940, 1944, 1945, 1948, 1950, 1953, 1957, 1958
  -  1947, 1951, 1954, 1977, 1958,
  -  1946, 1949, 1952, 1955, 1979
- Mistrzostwa Rosji:
  -  1998, 1999, 2000, 2001
  -  1996, 2005
  -  1995, 1997, 2002, 2006